# 絢香
絢香（あやか、1987年12月18日 - ）は、日本の女性シンガーソングライター。大阪府守口市出身。所属事務所およびレーベルはエイベックスエンタテインメント株式会社エージェントユニット内・A stAtion。かつては研音（所属事務所）・ワーナーミュージック・ジャパン（レコード会社）に所属していた。夫は俳優の水嶋ヒロ。

## 略歴

### デビュー前
歌うことが好きで、幼い頃からずっと歌っていた。
小学校4年生のときに母親の影響で初めて洋楽を聴き、音楽を聴き込むようになった。マイケル・ジャクソン、ビートルズ、バックストリート・ボーイズなどの有名なアーティストの曲を聴いて、そこから好きなアーティストがどんどん増えていっていろいろな音楽を聴くようになった。
中学の時にはっきりと歌手になるという夢を持ち、進路希望の欄に「歌手」と書いた。
2003年の夏（高校1年生）、初めて仲間とバンドを組んで地元大阪でライブ活動スタート。その頃はMr.ChildrenやDREAMS COME TRUEといった自分たちの好きなアーティストや曲のカバーばかりを演奏していた。ジャンルもバラバラで、メイヤの曲やMR. BIGの「トゥ・ビー・ウィズ・ユー」、ジャズのスタンダード・ナンバー「フライ・ミー・トゥー・ザ・ムーン」など、自分たちの好きな曲を自分たち風に楽しく演奏していた。ソロでもピアノの弾き語りスタイルで、地元の市のお祭りからライブハウスまで、色々なところで歌っていた。
高校1年生の冬、学校の「自分の曲を作ろう」という授業で初めて曲を作った。ただメロディを作るだけのものであったが、カバー曲を歌うのとは違う感覚が生じた。「自分の曲を届けたい」という気持ちが芽生えてきたが、ちゃんとした曲の作り方やその広げ方が分からなかった。そんなときに知人の紹介で西尾芳彦が塾長を務める「音楽塾ヴォイス」 の存在を知った。
2004年5月（高校2年生）、毎週末に大阪～福岡間を片道4時間かけて「音楽塾ヴォイス」に通い始める。西尾による指導のもとで音楽理論を学び、本格的に創作活動を開始。また、高校も福岡市内の第一経済大学付属高等学校（現第一薬科大学付属高等学校）に転学する。
この頃、「上京するため地元を離れる」ということが段々現実的になり始め、「三日月」を作詞する。その歌詞には、それまでずっと一緒にいた地元の友人たちや家族への想いが、反映されているという。
「音楽塾ヴォイス」で制作したデモテープが九州のイベンターにより東京に持ち込まれ、各レコード会社争奪戦の末にワーナーミュージックと契約するに至る。研音とワーナーミュージック・ジャパンの組み合わせは中森明菜以来である。
2005年6月、高校3年の時にデビューのために上京する。レコーディングやデビューに向けての準備を進める中で「ライブをやらないか」という話が出て、渋谷エリアのライブハウスを中心に、デビュー前にもかかわらずワンマンライブを行う。12月、「三日月」（NHK総合『つながるテレビ@ヒューマン』テーマ曲）がアジア各国でインターネット配信。そのミュージック・ビデオがMTVアジア10ヵ国でオンエアされる。

### ワーナーミュージック／研音時代
2006年
- 1月15日、「I believe」の着うたダウンロード配信開始。また、テレビドラマ『輪舞曲』（TBS）の主題歌にも採用された。
- 2月1日、ファーストシングル「I believe」の発売で正式にメジャーデビュー。
- 2月6日付のオリコンチャートで、「I believe」が初登場3位にランクインする[注 2]。
- 2月3日、『ミュージックステーション』（テレビ朝日）に出演、これが地上波のテレビ番組への初出演となった。その後、3月3日に再出演。
- 2月26日、「I believe」の着うたダウンロード件数が100万DLを突破。配信開始から42日での着うた100万DL突破は女性歌手のデビュー曲では最短記録[13]。
- 5月、自身初の全国ツアーがスタートする。
- 5月10日、ツアー開催に合わせて5万枚限定で2ndシングル「melody〜SOUNDS REAL〜」をリリース。
- 9月27日、4thシングル「三日月」をリリース。翌週のウィークリーオリコンチャートで初登場1位を獲得した。
- 11月1日、1stアルバム『First Message』リリース。翌週のウィークリーオリコンチャートで初登場1位を獲得し、シングル・アルバム共にオリコン1位獲得を達成。翌2007年4月16日のオリコンアルバムチャートにてミリオン達成。
- 12月16日、第39回日本有線大賞で最優秀新人賞を受賞。
- 12月30日、第48回日本レコード大賞で最優秀新人賞を受賞。
- 12月31日、『NHK紅白歌合戦（第57回）』に初出場。曲は「三日月」。

2007年
- 2月28日、コブクロとのコラボレーション楽曲「WINDING ROAD」をスペシャルユニット「絢香×コブクロ」としてリリース。
- 5月16日 - 7月10日、ホールツアー「Peace loving...」を実施。
- 12月20日、自身初の日本武道館ライブを実施。
- 12月30日、第49回日本レコード大賞で金賞を受賞。曲はJewelry day。
- 12月31日、『NHK紅白歌合戦（第58回）』に2度目の出場。曲は「Peace loving people」。

2008年
- 2月29日、自身の主催によるイベント「POWER OF MUSIC」を開催。
- 7月19日 - 9月21日、ホールツアー「Sing to the Sky」を実施。
- 12月31日、『NHK紅白歌合戦（第59回）』に3度目の出場。曲は「おかえり」。

2009年
- 4月3日、俳優・水嶋ヒロと結婚予定であるとの報道[14] を受けて記者会見を開き「2009年2月22日に入籍。デビュー翌年からバセドウ病を患っていて治療に専念するため、歌手活動を年内で休止する」と述べる[15]。
- 7月6日、翌々日に発売される休養前最後のシングル「みんな空の下」のアカペラ・ヴァージョンが「とくダネ!」オープニングで披露された。これは富士山の麓で撮影された7分に及ぶものであり、メイン・キャスターの小倉智昭曰く、「甲状腺ホルモンの数値が思わしくなく、8月に予定されるライヴに体力を温存するため、プロモーション活動を全てキャンセルした。この映像もとくダネ!だけ、1回のみの公開です」とのことであった。
- 8月22日、青森県つがる市にあるつがる地球村で行われる予定であったライブが体調不良のため急遽中止となる[16]。
- 9月23日、活動休止前の最後の作品となるベストアルバム『ayaka's History 2006-2009』を発売。
- 12月31日、『NHK紅白歌合戦（第60回）』に4度目の出場。活動休止前の最後のテレビ出演となる。曲は「みんな空の下」。

2010年
- 3月末をもって研音のウェブサイトから絢香に関する情報が削除される。同社が運営していた公式サイト「ayaka.tv」も終了した。
- 9月、夫・水嶋ヒロが研音を退社したことをきっかけに、絢香も2009年末をもって同社を退社していたことが明らかとなった[17]。絢香は自身の楽曲管理会社を設立した。またワーナーミュージック・ジャパンとの契約が2010年3月に終了したことも判明[18]。
- 11月、新公式サイトとTwitterを開始[3]。

### 自主レーベル時代
2011年
- 10月、自主レーベルを設立し活動再開することを発表[19]。
- 12月23日、『ミュージックステーションスーパーライブ』で活動再開[20]。
- 12月31日、「NHK紅白歌合戦（第62回）」に5度目の出場。曲は第60回と同じ「みんな空の下」。

2012年
- 2月1日、アルバム『The beginning』を発売[21]。
- 9月26日、旧所属レーベルのワーナーミュージック・ジャパンがバラード・ベストアルバム『ayaka's BEST -Ballad Collection-』を発売。
- 12月31日、「NHK紅白歌合戦（第63回）」に6度目の出場。曲は「はじまりのとき」。

2013年
- 2月20日、活動再開後最初のシングル「beautiful/ちいさな足跡」を発売。
- 9月4日、初のカバーアルバム『遊音倶楽部 〜1st grade〜』を発売。

2014年
- 2月27日、前年に本人出演のキットカット（ネスレ日本）のTVCMで起用されていた配信シングル「ありがとうの輪」とキットカットがセットになった「キットカット ミニ 3枚入り＋絢香 ありがとうの輪 CD」を全国のそごう・西武24店限定で販売[22]。
- 3月31日、彼女の楽曲「にじいろ」が主題歌として採用されたNHKの朝の連続テレビ小説『花子とアン』が放送開始[23]。
- 12月31日、「NHK紅白歌合戦（第65回）」に7度目の出場。曲は「にじいろ」。

2015年
- 3月16日、「iTunes Session」[注 3] の邦楽アーティスト第1弾として抜擢され、世界110カ国のiTunes Storeにてアルバムを配信リリース[24]。
- 4月15日、アルバム『レインボーロード』を発売。
- 6月19日、第1子女児の出産を報告[25]。
- 7月1日リリースのK-POPグループ「BEAST」のメンバー、ソン・ドンウンの日本ソロデビューミニアルバム『KIMISHIKA』に、「ツヨク想う」のカバーと書下ろしの新曲「キミは知らない」が収録される[26]。

### 「THIS IS ME」、デビュー10周年
2016年
- 2月1日、デビューから10周年を迎えそれを記念し、東京・国立代々木競技場第一体育館にて一夜限りのプレミアムライブ『絢香 レインボーロード TOUR 2015-2016 "一夜限りのMemorial Stage" 秘密の裏メニュー発動!! 〜道は続くよ〜』を開催した。
- 4月27日、デビュー曲『I believe』を再録させ新たにレコーディングしリメイクされた「I believe 2016 ver.」を各配信サイトにて販売。
- 7月13日、新録3曲を含むデビュー10周年記念ベストアルバム『THIS IS ME 〜絢香 10th anniversary BEST〜』を発売。

2019年
- 4月26日、第2子妊娠を報告[27]。
- 10月19日、第2子女児の誕生を報告[28]。

2020年
- 5月13日、約7年ぶりとなるカバーアルバム「遊音倶楽部～2nd grade～」をリリース。このアルバムを携えて全国ツアー開催予定であったが、新型コロナウイルス感染症の情勢を鑑み無期限延期となる。
- 5月31日、「音楽を通してできること、今しかできないことがあるのではないか」という思いから楽曲制作が始まり、絢香から三浦大知へ連絡をとり絢香×三浦大知「ねがいぼし」が実現した[29]。
- 6月5日、YouTubeにて期間限定公開「[ re: ] ／『もう一度』」に参加。ONE OK ROCKのTaka(Vo)と清水翔太が、「こんな時代だからこそ、同じ世代のアーティストが集まることで何かできないか？」と話し合い、[ re: ]プロジェクトを発足。8人の同じ志を持ったアーティストが想いを共鳴させることで、『もう一度』という1つの新しい曲が生まれました。この楽曲には、”もう一度手を取り合って、みんなで未来を向いて歩いて行こう”というメッセージが込められている[29]。

2021年
- 9月9日発売のゲーム『テイルズ オブ アライズ』へのタイアップを発表[30]。グランドテーマとして新曲「Blue Moon」、劇中歌として「Hello, Again 〜昔からある場所〜」の2曲が提供された。

2025年
- 4月12日に行われた『2025年日本国際博覧会』（大阪・関西万博）の開会式にて、日本国歌（君が代）独唱を務めた[31]。

## 人物
シェリル・クロウ、吉田美和を敬愛している。好きな歌手はビートルズ、DREAMS COME TRUE、平井堅、Mr.Children等。
幼い頃に観た映画『天使にラブ・ソングを…』の劇中で歌われるゴスペルに衝撃を受け、それが現在のボーカル・スタイルのルーツになった。
フィギュアスケート女子シングル選手の安藤美姫と生年月日が一緒であることから親交を持つようになった。2007年3月に東京で開催された世界選手権のエキシビションでは絢香の「I believe」の生歌唱に合わせて安藤が演技を披露した。
親交のある人物はコブクロ、綾戸智恵、榮倉奈々、若旦那（湘南乃風）等。好きなスポーツは水泳とバドミントンで、水泳は小学校時代を中心に7年間習っていたことがあり、バドミントンは部活動に所属していたことがある。トイプードルを2頭飼っている。

## 受賞歴
| 年     | 賞                                  | 作品        |
| ------ | ----------------------------------- | ----------- |
| 2006年 | 第39回日本有線大賞 最優秀新人賞     | 三日月      |
| 2006年 | 第48回日本レコード大賞 最優秀新人賞 | 三日月      |
| 2007年 | 第49回日本レコード大賞 金賞         | Jewelry day |

## 作品

### シングル
| 枚   | 発売日                                              | タイトル                        | 規格品番                                        | オリコン 最高位 | 備考                                        |
| ---- | --------------------------------------------------- | ------------------------------- | ----------------------------------------------- | --------------- | ------------------------------------------- |
| 1st  | 2006年2月1日                                        | I believe                       | WPCL-10255                                      | 3位             | 初回プレス盤は100枚に1枚の割合でGOLD CD仕様 |
| 2nd  | 2006年5月10日                                       | melody〜SOUNDS REAL〜           | WPCL-10314                                      | 14位            | 5万枚限定生産シングル                       |
| 3rd  | 2006年7月19日                                       | Real voice                      | WPCL-10326                                      | 11位            | -                                           |
| 4th  | 2006年9月27日                                       | 三日月                          | WPCL-10372                                      | 1位             | -                                           |
| 5th  | 2007年7月4日                                        | Jewelry day                     | WPCL-10415                                      | 2位             | -                                           |
| 6th  | 2007年9月5日（CDのみ） 2007年9月12日（DVD付限定盤） | CLAP & LOVE/Why Why/CLAP & LOVE | WPCL-10434                                      | 5位             | 両A面シングル。DVDには『Why』のPV収録       |
| 7th  | 2008年3月5日                                        | 手をつなごう/愛を歌おう         | WPCL-10464                                      | 7位             | 両A面シングル                               |
| 8th  | 2008年5月14日                                       | おかえり                        | WPCL-10473                                      | 6位             | -                                           |
| 9th  | 2009年4月22日                                       | 夢を味方に/恋焦がれて見た夢     | WPCL-10680                                      | 6位             | 両A面シングル                               |
| 10th | 2009年7月8日                                        | みんな空の下                    | WPCL-10719                                      | 4位             | -                                           |
| 11th | 2013年2月20日                                       | beautiful/ちいさな足跡          | AKCO-90007/B（初回限定盤） AKCO-90008（通常盤） | 12位            | 両A面シングル                               |
| 12th | 2014年2月12日                                       | number one                      | AKCO-90021/B（初回限定盤） AKCO-90022（通常盤） | 15位            | -                                           |
| 13th | 2014年6月18日                                       | にじいろ                        | AKCO-90024/B（初回限定盤） AKCO-90025（通常盤） | 8位             | -                                           |
| 14th | 2017年5月10日                                       | コトノハ                        | AKCO-90053/B（初回限定盤） AKCO-90054（通常盤） | 25位            | -                                           |

### 配信限定シングル
| 枚                   | 配信日         | タイトル                                  |
| -------------------- | -------------- | ----------------------------------------- |
| 1st                  | 2007年11月14日 | For today                                 |
| 2nd                  | 2012年12月12日 | ツヨク想う                                |
| 3rd                  | 2013年10月4日  | ありがとうの輪                            |
| 4th                  | 2015年3月16日  | iTunes Session                            |
| 5th                  | 2015年11月18日 | A Song For You                            |
| 6th                  | 2016年4月27日  | I believe 2016 ver.                       |
| 7th                  | 2017年10月14日 | サクラ                                    |
| 8th                  | 2020年3月4日   | 道しるべ                                  |
| 9th                  | 2020年11月25日 | Xmas Santa                                |
| 10th                 | 2021年4月11日  | もっといい日に                            |
| 11th                 | 2021年4月18日  | Tender Love                               |
| 12th                 | 2021年8月26日  | Blue Moon                                 |
| 13th                 | 2021年9月9日   | Blue Moon/Hello, Again 〜昔からある場所〜 |
| 14th                 | 2021年11月24日 | キンモクセイ                              |
| 15th                 | 2022年1月19日  | Victim of Love feat.Taka                  |
| 16th                 | 2022年7月26日  | 未来へ                                    |
| THE FIRST TAKE MUSIC |                |                                           |
| -                    | 2023年3月8日   | 三日月 - From THE FIRST TAKE              |

### コラボレーション作品

#### シングル
| ユニット名         | タイトル        | 発売日         | 備考                 |
| ------------------ | --------------- | -------------- | -------------------- |
| 絢香×コブクロ      | WINDING ROAD    | 2007年2月28日  | 日産キューブCMソング |
| 絢香×コブクロ      | あなたと        | 2008年9月24日  | 日産キューブCMソング |
| 絢香×三浦大知      | ハートアップ    | 2018年2月14日  | 東京メトロCMソング   |
| 絢香×三浦大知      | ねがいぼし      | 2020年7月7日   | 配信限定             |
| 絢香×KREVA         | Glory           | 2018年8月31日  | 配信限定             |
| 玉置浩二 feat.絢香 | Beautiful World | 2022年10月19日 | CDシングル           |

### アルバム

#### オリジナル・アルバム
| 枚  | 発売日         | タイトル         | 規格品番                                                                                       | 最高位 | 備考                                                 |
| --- | -------------- | ---------------- | ---------------------------------------------------------------------------------------------- | ------ | ---------------------------------------------------- |
| 1st | 2006年11月1日  | First Message    | WPCL-10374                                                                                     | 1位    | 初回プレス盤は100枚に1枚の割合でゴールドチケット封入 |
| 2nd | 2008年6月25日  | Sing to the Sky  | WPZL-30088（ライブ映像収録DVD付初回盤） WPZL-30090（MV収録DVD付初回盤） WPCL-10479（通常盤）   | 2位    | 初回プレス盤は100枚に1枚の割合でゴールドチケット封入 |
| 3rd | 2012年2月1日   | The beginning    | AKCO-90001 / B（初回限定盤） AKCO-90002（通常盤）                                              | 1位    |                                                      |
| 4th | 2015年4月15日  | レインボーロード | AKCO-90032〜4 / B（CD3枚組+DVD） AKCO-90035〜7（CD3枚組） AKCO-90038（CD）                     | 3位    |                                                      |
| 5th | 2018年11月14日 | 30 y/o           | AKCO-90060（CD2枚組+DVD） AKCO-90062（CD2枚組+Blu-ray） AKCO-90064（CD2枚組） AKCO-90066（CD） | 9位    |                                                      |
| 6th | 2022年2月1日   | LOVE CYCLE       | （CD2枚組+DVD） （CD2枚組+DVD+GOODS） （CD）                                                   | 14位   |                                                      |
| 7th | 2023年6月21日  | Funtale          | AKCO-90086～7/B（CD2枚組+Blu-ray） AKCO-90088/B（CD+DVD） AKCO-90089（CD）                     | 15位   |                                                      |

#### ベスト・アルバム
| 枚  | 発売日        | タイトル                                  | 規格品番                                                      | 最高位 |
| --- | ------------- | ----------------------------------------- | ------------------------------------------------------------- | ------ |
| 1st | 2009年9月23日 | ayaka's History 2006-2009                 | WPCL-10744                                                    | 1位    |
| 2nd | 2012年9月26日 | ayaka's BEST -Ballad Collection-          | WPZL-30476 / 7（初回限定プライス盤） WPZL-30490 / 1（通常盤） | 7位    |
| 3rd | 2016年7月13日 | THIS IS ME 〜絢香 10th anniversary BEST〜 | AKCO-90042〜4/B（初回生産限定盤） AKCO-90045〜7（通常盤）     | 3位    |

#### カバー・アルバム
| 枚  | 発売日        | タイトル                 | 規格品番                                          | 最高位 |
| --- | ------------- | ------------------------ | ------------------------------------------------- | ------ |
| 1st | 2013年9月4日  | 遊音倶楽部 〜1st grade〜 | AKCO-90009/B（初回限定盤） AKCO-90010（通常盤）   | 4位    |
| 2nd | 2020年5月13日 | 遊音倶楽部 〜2nd grade〜 | AKCO-90069/A（初回限定盤） AKCO-90070/A（通常盤） | 5位    |

### 映像作品
| 発売日                 | タイトル                                                         | 規格品番                              | 最高位                    | 備考                                                                       |
| ---------------------- | ---------------------------------------------------------------- | ------------------------------------- | ------------------------- | -------------------------------------------------------------------------- |
| 2007年4月4日           | ayaka LIVE Tour “First Message”                                  | WPBL-90084                            | DVD音楽チャート2位        |                                                                            |
| 2010年1月13日・1月20日 | MTV Unplugged ayaka                                              | WPBL-90134                            | DVD音楽チャート2位        | BD版は1月20日発売。                                                        |
| 2012年12月12日         | 絢香 LIVE TOUR 2012 “The beginning”〜はじまりのとき〜            | AKXO-90005                            | DVD音楽チャート6位        | BD版同時発売。 新曲「ツヨク想う」を収録したCDが付属。                      |
| 2014年3月5日           | LIVE TOUR 2013 Fortune Cookie〜なにが出るかな!?〜                | AKXO-90013                            | DVD音楽チャート6位        | BD版同時発売。                                                             |
| 2015年3月18日          | にじいろTour 3-STAR RAW 二夜限りの Super Premium Live 2014.12.26 | AKXO-90029                            |                           | BD版同時発売。                                                             |
| 2017年3月15日          | 絢香 10th Anniversary SUPER BEST TOUR                            | AKXO-90052                            |                           | BD版同時発売。                                                             |
| 2021年8月18日          | AYAKA ONLINE LIVE SELECTION 2020                                 | AKBO-90075                            |                           | BD版同時発売。                                                             |
| 2022年6月1日           | 百年十色                                                         | AKBO-90084 (DVD) AKBO-90085 (Blu-ray) | 38位 (DVD) 45位 (Blu-ray) | [初回生産限定盤 DVD+BOOK]と[初回生産限定盤 Blu-ray Disc+BOOK]の2形態で発売 |

## タイアップ
| 曲名                      | タイアップ                                                                                 |
| ------------------------- | ------------------------------------------------------------------------------------------ |
| I believe                 | TBS系ドラマ『輪舞曲』主題歌                                                                |
| I believe                 | 2006年2月度 Monthly A Music selected by 5Kansai AM stations                                |
| ブルーデイズ              | フジテレビ系ドラマ『サプリ』挿入歌                                                         |
| Real voice                | フジテレビ系ドラマ『サプリ』主題歌                                                         |
| 三日月                    | KDDI「au by KDDI LISMO Music Store」CMソング                                               |
| 三日月                    | NHK『未来観測 つながるテレビ@ヒューマン』テーマソング                                      |
| Start to 0(Love)          | 日本テレビ系ほか民間放送43社共同制作「第85回全国高等学校サッカー選手権大会」イメージソング |
| Story                     | 集英社「MORE」CMソング                                                                     |
| WINDING ROAD              | 日産キューブCMソング                                                                       |
| Jewelry day               | 映画『ラストラブ』（松竹系）主題歌                                                         |
| CLAP&LOVE                 | TBS系ドラマ『地獄の沙汰もヨメ次第』主題歌                                                  |
| Why                       | PSP用ソフト「CRISIS CORE -FINAL FANTASY VII-」テーマソング                                 |
| For today                 | 江崎グリコ「ポッキー」CMソング                                                             |
| 手をつなごう              | アニメ映画『映画ドラえもん のび太と緑の巨人伝』主題歌                                      |
| 愛を歌おう                | BEAUTÉ de KOSÉ「ESPRIQUE PRECIOUS」CMソング                                                |
| 愛を歌おう                | TBS系『報道大河スペシャル いのちの地球…』テーマ曲                                          |
| おかえり                  | フジテレビ系ドラマ『絶対彼氏〜完全無欠の恋人ロボット〜』主題歌                             |
| 今夜も星に抱かれて…       | 映画『スカイ・クロラ The Sky Crawlers』主題歌                                              |
| あなたと                  | 日産キューブCMソング                                                                       |
| 夢を味方に                | ベネッセコーポレーション「進研ゼミ高校講座」CMソング                                       |
| 恋焦がれて見た夢          | テレビ東京系アニメ『クロスゲーム』エンディングテーマ                                       |
| みんな空の下              | 花王「アジエンス」CMソング                                                                 |
| みんな空の下              | Panasonicナノイー・X「家族想い編」CMソング（2021年起用）                                   |
| やさしい蒼                | 森永製菓『森永ココア』「ミルクココア 日の出」編CMソング                                    |
| Hello                     | 山崎製パン『ランチパック』「自由型ランチ」篇CMソング                                       |
| The beginning             | ヨコハマタイヤ「ブルーアース-BluEarth-」CMソング                                           |
| The beginning             | 日本テレビ系『スッキリ!!』2012年3月度エンディングテーマ                                    |
| そこまで歩いていくよ      | クボタ 「地球家族」篇CMソング                                                              |
| 繋がる心                  | NTT東日本2012 ICTソリューション CMソング                                                   |
| キミへ                    | WOWOWテニス イメージソング                                                                 |
| はじまりのとき            | 日本テレビ系『スッキリ!!』2012年12月度エンディングテーマ                                   |
| ツヨク想う                | 日本テレビ系『NEWS ZERO』5代目テーマソング                                                 |
| beautiful                 | 日本テレビ系ドラマ『シェアハウスの恋人』主題歌                                             |
| ちいさな足跡              | 資生堂 「MAQuillAGE」CMソング                                                              |
| ありがとうの輪            | ネスレ 「キットカット」日本発売40周年記念キャンペーンソング                                |
| ありがとうの輪            | チョーヤ梅酒「チョーヤ 夏梅」CMソング                                                      |
| number one                | フジテレビ系 『ソチオリンピック』中継テーマソング                                          |
| にじいろ                  | NHK 連続テレビ小説『花子とアン』主題歌                                                     |
| にじいろ                  | UQコミュニケーションズ・沖縄バリューイネイブラー（UQ mobile）「励まし」篇CMソング          |
| にじいろ                  | 第一生命「安心の先にある幸せへ」篇 CFソング                                                |
| Have fun!!                | メットライフ生命保険 飛行船「スヌーピーJ号」テーマソング                                   |
| 幻想曲                    | 沢井製薬 企業CMソング                                                                      |
| Lose control              | 映画『THE NEXT GENERATION パトレイバー 首都決戦』イメージソング                            |
| ずっとたいせつなキモチ    | マイナビウエディング CMソング                                                              |
| バースデーソング          | チョーヤ梅酒「チョーヤ 夏梅」CMソング                                                      |
| A Song For You            | 劇場アニメ『I LOVE スヌーピー THE PEANUTS MOVIE』日本語版エンディング曲                    |
| コトノハ                  | NHK ドラマ10『ツバキ文具店〜鎌倉代書屋物語〜』主題歌                                       |
| あいことば                | 映画『人魚の眠る家』主題歌                                                                 |
| Blue Moon                 | バンダイナムコエンターテインメント『テイルズ オブ アライズ』CMソング                       |
| 百年十色                  | 映画『ペルセポネーの泪』主題歌                                                             |
| To The Moon               | スズキ 「ソリオ バンディット」CMソング                                                     |
| ずっとキミと              | 大王製紙「エリエールPet キミおもい」ブランドソング                                         |
| Versailles - ベルサイユ - | 劇場アニメ『ベルサイユのばら』主題歌                                                       |

## 出演
※定期出演のみ
ラジオ
- 『MUSIC FREAKS』（FM802、2006年10月1日 - 2007年9月30日【隔週】）
- 『SCHOOL OF LOCK!』内「絢香LOCKS!」（JFN・TOKYO FM、2008年6月5日 - 11月27日）

## NHK紅白歌合戦出場歴
| 年度   | 放送回 | 回 | 曲目                                                   | 出演順 | 対戦相手           | 備考                    |
| ------ | ------ | -- | ------------------------------------------------------ | ------ | ------------------ | ----------------------- |
| 2006年 | 第57回 | 初 | 三日月                                                 | 15/27  | WaT                | 後半トップバッター      |
| 2007年 | 第58回 | 2  | Peace loving people 〜スペシャル・ピアノ・バージョン〜 | 10/27  | ポルノグラフィティ |                         |
| 2008年 | 第59回 | 3  | おかえり                                               | 16/26  | 德永英明           |                         |
| 2009年 | 第60回 | 4  | みんな空の下                                           | 24/25  | SMAP               | トリ前                  |
| 2011年 | 第62回 | 5  | みんな空の下（2回目）                                  | 18/25  | 長渕剛             | 2年ぶりの出場           |
| 2012年 | 第63回 | 6  | はじまりのとき                                         | 11/25  | 森進一             | 前半トリ                |
| 2014年 | 第65回 | 7  | にじいろ                                               | -      | （対戦相手なし）   | 後半トップバッター（2） |
| 2016年 | 第67回 | 8  | 三日月（2回目）                                        | 09/23  | 郷ひろみ           | 2年ぶりの出場           |

注意点
- 曲名の後の（○回目）は紅白で披露された回数を表す。
- 出演順は「出演順/出場者数」を表す。

## 提供曲
- 工藤静香「キミがくれたもの」（作詞・作曲）
- ガブリエル・アプリン「Through the ages」（作詞・作曲）
- 大原櫻子「Collection」（作詞・作曲）[46][47]